# Burg Seeburg (Seeburg)
Die Seeburg ist eine abgegangene Turmhügelburg (Motte) in der Gemeinde Seeburg im Landkreis Göttingen in Niedersachsen.

## Geschichte
Über die Seeburg ist aus den historischen Quellen nur wenig bekannt. Sie wurde 1265/68 zerstört, anschließend aber wieder aufgebaut, denn 1306 wird erneut ein „castrum Seheburg“ erwähnt. Zur Burg gehört auch der sogenannte Uslarsche Meierhof als ihr Wirtschaftshof.
Von der Burgstelle stammen Lesefunde von Keramik des 12. bis 16. Jahrhunderts.
Aus dem Jahr 1871 ist für ihr Areal der Flurname „der Wall“ überliefert. Mit dieser Bezeichnung wurden in der Frühen Neuzeit häufig Mottenhügel versehen.

## Beschreibung
Die Burg zeichnet sich heute nur noch als sehr flache Geländeerhebung von ca. 30 m Durchmesser am nördlichen Rand der Mündung der Aue in den Seeburger See ab. Es ist anzunehmen, dass die Erhebung früher deutlich höher war, da hier das Bachdelta Auelehm abgelagert hat. Dieser geringe Rest spricht für einen Charakter als Motte, weiteres lässt sich aber über die Gestalt der Burg nicht aussagen.